# Michael Ancram
Michael Ancram (egentligen: Michael Andrew Foster Jude Kerr, 13:e markis av Lothian), född den 7 juli 1945, död 1 oktober 2024, var en brittisk konservativ politiker. Innan han ärvde faderns titel innehade han hövlighetstiteln "earl av Ancram". 
Han var parlamentsledamot för valkretsen Berwickshire and East Lothian från februari 1974 till oktober samma år, för Edinburgh South från 1979 till 1987 och för Devizes från 1992 till 2010. Han ingick i de konservativas skuggkabinett från 1997 till 2005. Han ställde upp i partiledarvalet 2001, men lyckades inte bli vald. I den avslutande valomgången stödde han Iain Duncan Smith, som segrade och därpå utnämnde Ancram till vice partiledare och skuggutrikesminister. Han fortsatte på dessa poster även under den följande partiledaren Michael Howard. 
Efter valet 2005 flyttades han till posten som skuggförsvarsminister men kvarstod som vice partiledare. Han lämnade dock skuggkabinettet i oktober samma år, då David Cameron valts till partiledare. Sedan 2010 sitter han i överhuset som livstidspär.
Ancram var gift med en dotter till Bernard Fitzalan-Howard, 16:e hertig av Norfolk. De fick tre 	döttrar, men inga söner, så efter  Ancrams död blev hans yngre bror Ralph markis av Lothian.